# Systellaspis affinis
Systellaspis affinis är en kräftdjursart som först beskrevs av Faxon 1896.  Systellaspis affinis ingår i släktet Systellaspis och familjen Oplophoridae. Inga underarter finns listade i Catalogue of Life.